# Галарате
Галарате (на италиански: Gallarate) e град и община в Италия. Населението му е 53 425 жители (декември 2017 г.), а площта 20 кв. км. Намира се на 238 m н.в. в часова зона UTC+1. Пощенският му код е 21013, а телефонния 0331.